# Graham Moffatt
Graham Victor Harold Moffatt (Londen, 6 december 1919 — Bath, 2 juli 1965) was een Brits acteur. Hij is vooral bekend als het typetje Albert Brown uit de komische films van Will Hay. Tezamen met Hay en Moore Marriott vormde hij een populair komisch trio in de jaren 30 en 40 van de 20ste eeuw.
Moffatt speelde het personage Albert voor het eerst als dusdanig in Windbag the Sailor uit 1936, al was hij datzelfde jaar ook reeds in Where There’s a Will aan de zijde van Will Hay opgetreden. Albert is een stereotiep dikkertje dat geen blad voor de mond neemt en geen scrupules heeft om anderen voor het hoofd te stoten; somtijds is hij een schooljongen, dan weer een cipier of barman. Hij is echter ook dikwijls de rationeelste van het trio Hay, Moffatt en Marriott, zoals in Ask a Policeman en Good Morning, Boys, waar hij de sceptische cynicus is die het mysterie oplost.
Na zijn periode met Will Hay speelde Moffatt nog in enkele komedies van Arthur Askey, alsook rollen in ‘serieuzere’ dramafilms van het regisseursduo Michael Powell en Emeric Pressburger. In de tweede helft van de jaren 40 trok hij zich gedeeltelijk terug uit het acteren en opende met zijn vrouw Joyce een pub, eerst in Braybrooke en vervolgens in Bath. Bij tijd en wijle trad hij daarnaast nog eens in een film op. In 1965 kreeg hij evenwel op vijfenveertigjarige leeftijd een fataal hartinfarct.

## Films met Graham Moffatt
- Till the Bells Ring (1933)
- A Cup of Kindness (1934)
- The Clairvoyant (1935)
- Stormy Weather (1935)
- It's Love Again (1936)
- Where There's a Will (1936)
- Windbag the Sailor (1936)
- Doctor Syn (1937)
- Good Morning, Boys (1937)
- Gangway (1937)
- Oh, Mr. Porter! (1937)
- Owd Bob (1938)
- The Drum (1938)
- Convict 99 (1938)
- Old Bones of the River (1938)
- Ask a Policeman (1939)
- Cheer Boys Cheer (1939)
- Where's That Fire? (1940)
- O-Kay for Sound (1940)
- Charley's (Big-Hearted) Aunt (1940)
- I Thank You (1941)
- Hi Gang! (1941)
- Back-Room Boy (1942)
- Dear Octopus (1943)
- Time Flies (1944)
- Welcome, Mr. Washington (1944)
- A Canterbury Tale (1944)
- I Know Where I'm Going! (1945)
- The Voyage of Peter Joe (1946)
- Woman Hater (1948)
- Three Bags Full (1949)
- Cuckoo College (1949)
- The Second Mate (1950)
- The Dragon of Pendragon Castle (1950)
- Mother Riley Meets the Vampire (1952)
- Inn for Trouble (1960)
- 80,000 Suspects (1963)